# 987
Évszázadok: 9. század – 10. század – 11. század
Évtizedek: 930-as évek – 940-es évek – 950-es évek – 960-as évek – 970-es évek – 980-as évek – 990-es évek – 1000-es évek – 1010-es évek – 1020-as évek – 1030-as évek
Évek: 982 – 983 – 984 – 985 –  986 – 987 – 988 – 989 – 990 – 991 – 992

## Események
- A senlis-i gyűlésen Capet Hugót választják francia királynak, elkezdődik a Capeting-ház uralkodása.[1]
- Egy lázadás ürügyén Saraf ad-Daula fárszi és kermáni emír bevonul Bagdadba, és fivérétől, Szamszámtól megszerzi az iraki emírséget. Szamszámot félig megvakítják és bebörtönzik Fárszban.

## Halálozások
- május 22. – V. (Henye) Lajos nyugati frank király (*966/967)